# Prionostemma azulanum
Prionostemma azulanum is een hooiwagen uit de familie Sclerosomatidae.